# Un Natale fortunato
Un Natale fortunato (Lucky Christmas) è un film per la televisione del 2011 diretto da Gary Yates.
Il film ha come protagonisti Elizabeth Berkley, Jason Gray-Stanford, Mitchell Kummen, Mike Bell, Julia Arkos.

## Trama
Holly, madre single, sfortunatissima in amore, vince un milione di dollari alla lotteria, ma dimentica la ricevuta nella sua auto, che viene rubata. Mike recupera il biglietto e inizia a farle la corte.